# Zolimomab aritox
Lo zolimomab aritox è un anticorpo monoclonale di origine murina, studiato come opzione terapeutica per il lupus eritematoso sistemico e per il graft-versus-host disease. Gli studi clinici effettuati in merito non hanno però dimostrato l'efficacia terapeutica dell'anticorpo. Nel complesso è considerato un anticorpo anti-CD5.
Lo zolimomab aritox è in grado di legarsi alla catena A della ricina.